# Лисао
Лисао (на китайски: 離騷; пинин: Ли Сао; буквално преведено „Заминаващ в мъка“, „Натъкване на скръб“, „Натъкване на нещастие“) е китайска поема, която датира от периода на Воюващите царства в Древен Китай.
Ранната китайска поетическа традиция оцелява главно чрез две антологии, като едната е „Чуцъ“, а другата е формално самостоятелната „Книга на песните“ (позната още като Шъдзин). Поемата „Лисао“ е водеща поема и основно вдъхновение за създаването на „Чуцъ“.

## Описание

### Автор и история
Прочутата творба е написана от човек, познат на всички с името Цюй Юан, който е аристократ от Царството на Чу. В своята поема, Цюй Юан се проявява като поетичен герой, който е основен ориентир в традицията на Класическата китайска поезия, контрастираща с анонимните поетични гласове, на който се натъкваме в Шъдзин и други ранни поеми, които са запазени под формата на случайни препращания към различни документи на древния сборник. Останалата част на антологията „Чуцъ“ е съсредоточена около „Лисао“, предполагаемата биография на Цюй Юан и често иновативните и поетични редове. В „Лисао“ поетът се отчайва, защото зли групировки заговорничат срещу него в царския двор и той бива отхвърлен от господаря си (?). Тогава поетът разказва за серия от шамански духовни пътувания до различни митологични царства, участващ или опитващ се да ангажира различни божествени или духовни същества с темата за праведния министър, несправедливо отхвърлен от господаря си, като понякога образът му бива преувеличаван в дългата история на по-късния литературен критицизъм и алегорична интерпретация (?). Датираща от края на трети век от пр.н.е, поемата „Лисао“ е забележителен пример за поезия в областта на световната литература, както е и важна творба за традицията на китайската поезия и литература.

## Преиздаване

### Преводи

#### Английски
- E.H. Parker (1878 – 1879). „The Sadness of Separation or Li Sao“. China Review 7: 309 – 314.
- James Legge (1895). The Chinese Classics (Oxford: Clarendon Press): 839 – 864.
- Lim Boon Keng (1935). The Li Sao: An Elegy on Encountering Sorrows by Ch'ü Yüan (Shanghai: Commercial Press): 62 – 98.
- David Hawkes (1959). Ch'u Tz'u: Songs of the South, an Ancient Chinese Anthology (Oxford: Clarendon Press): 21 – 34.
- Stephen Owen (1996). An Anthology of Chinese Literature: Beginnings to 1911 (New York: W.W. Norton): 162 – 175.

#### Френски
- Marie-Jean-Léon, Marquis d'Hervey de Saint Denys (1870). Le Li sao, poéme du IIIe siècle avant notre ére, traduit du chinois (Paris: Maisonneuve).
- J.-F. Rollin (1990). Li Sao, précédé de Jiu Ge et suivie de Tian Wen de Qu Yuan (Paris: Orphée/La Différence), 58 – 91

#### Италиански
- G.M. Allegra (1938). Incontro al dolore di Kiu Yuan (Shanghai: ABC Press).